# 은하철도 999 (노래)
은하철도 999(일본어: 銀河鉄道999, 영어: THE GALAXY EXPRESS 999)는 일본의 밴드 고다이고의 노래이자 싱글로, 애니메이션 은하철도 999의 주제가이다.